# Le Thoult-Trosnay
 Le Thoult-Trosnay  es una población y comuna francesa, en la región de Champaña-Ardenas, departamento de Marne, en el distrito de Épernay y cantón de Montmirail.

## Demografía
| 129 | 94 | 73 | 81 | 96 | 97 |
| Para los censos de 1962 a 1999 la población legal corresponde a la población sin duplicidades (Fuente: INSEE [Consultar]) |    |    |    |    |    |